# Liste von Sakralbauten in Düren
Die Liste von Sakralbauten in Düren nennt Sakralbauten, insbesondere Kirchen, Kapellen und die ehemalige Synagoge in Düren, Kreis Düren, Nordrhein-Westfalen.

## Christentum
In den Stadtteilen gibt bzw. gab es folgende Kirchengebäude (sortiert nach Stadtteil):
| Bild | Name                                         | Lage                                   | Bauzeit, Architekt                                                                                        | Konfession                | Kirchengemeinde                            | Anmerkung |
| ---- | -------------------------------------------- | -------------------------------------- | --- | ------------------------- | ------------------------------------------ | --- |
|      | Alte Kirche                                  | Niederau, Cyriakusstraße 30            | 15. Jahrhundert                                                                                           | römisch-katholisch        | St. Lukas Düren                            | |
|      | Altes Muttergotteshäuschen                   | Düren, Zülpicher Straße                | 1719, 1822                                                                                                | römisch-katholisch        | St. Lukas Düren                            | |
|      | Angelakapelle                                | Düren, Bismarckstraße 24               | 1927 | römisch-katholisch        | St. Lukas Düren                            | Schulkapelle der St.-Angela-Schule |
|      | St. Anna                                     | Düren, Annaplatz                       | 1954–1956, 1963–1964 (Turm) Rudolf Schwarz                                                                | römisch-katholisch        | St. Lukas Düren                            | St. Anna ist Pfarrkirche der Pfarre St. Lukas und Wallfahrtskirche. In ihr befindet sich der Schrein mit dem Annahaupt.                              |
|      | Antoniuskapelle                              | Lendersdorf, Hauptstraße               | 1605 | römisch-katholisch        | St. Michael Lendersdorf                    | Achteckiger barocker Bau mit geschweifter Haube. |
|      | Apostolische Kirche                          | Düren, Bücklerstraße 4                 | 1962–1963                                                                                                 | Apostolische Gemeinschaft | Bezirk Düren                               | |
|      | Burgkapelle                                  | Birgel, Bergstraße                     | 17. Jahrhundert                                                                                           | römisch-katholisch        | St. Martinus Birgel                        | Das Gebäude wird als Pfarrsaal genutzt. |
|      | Christuskirche                               | Düren, Schenkelstraße                  | 1952–1954 Helmut Hentrich und Hubert Petschnigg                                                           | evangelisch               | Evangelische Gemeinde zu Düren             | Kreuzkirche mit freistehendem Glockenturm. |
|      | Evangelisches Gemeindezentrum                | Birkesdorf, Matthias-Claudius-Straße 8 | 1973 | evangelisch               | Evangelische Gemeinde zu Düren             | |
|      | Grabes- und Auferstehungskirche St. Cyriakus | Niederau, Cyriakusstraße 6             | 1904–1905 Theodor Roß                                                                                     | römisch-katholisch        | St. Lukas Düren                            | 2015 Umbau zur Grabeskirche mit Platz für 1.111 Urnen. Die Kirche wird dennoch noch regelmäßig für Gottesdienste genutzt.                            |
|      | Groß St. Arnold                              | Arnoldsweiler, Rather Straße 1         | 1899–1902 Theodor Roß                                                                                     | römisch-katholisch        | St. Arnold Arnoldsweiler                   | Die Kirche wird im Volksmund Dom der Dürener Lande genannt.                                                                                          |
|      | Herz-Jesu-Kirche                             | Hoven, Sattlerstraße 10                | 1970–1972 Helmut Lüttgen                                                                                  | römisch-katholisch        | Herz Jesu Hoven                            | |
|      | Josefskapelle                                | Lendersdorf, Krauthausener Straße      | 1882 | römisch-katholisch        | St. Michael Lendersdorf                    | Gestiftet von Maria Josepha Brandenburg. |
|      | Kapelle Berzbuir                             | Berzbuir, Berzbuirer Straße            | 1649 | römisch-katholisch        | St. Michael Lendersdorf                    | |
|      | Kapelle Maria Rast in den Benden             | Arnoldsweiler, Kirchenbenden           | 1960 | römisch-katholisch        | St. Arnold Arnoldsweiler                   | |
|      | Klein St. Arnold                             | Arnoldsweiler, Vikar-Klein-Straße 10   | 11.–18. Jahrhundert                                                                                       | römisch-katholisch        | St. Arnold Arnoldsweiler                   | In der Kirche befindet sich das Grab des hl. Arnold von Arnoldsweiler. Sie gehört zu den ältesten Kirchen im Kreis Düren.                            |
|      | Klinikkirche                                 | Düren, Meckerstraße                    | 1880er Jahre, 1929 erweitert Konrad Rühl                                                                  | römisch-katholisch        | St. Joachim und St. Peter Düren/Birkesdorf | Kirche der LVR-Klinik Düren. Sie ist im Eigentum des Landschaftsverbands Rheinland.                                                                  |
| -    | Lutherkirche                                 | Düren, Steinweg                        | 1774–1779 Heinrich Euler                                                                                  | evangelisch               | Lutherkirche                               | zerstört am 16. November 1944, nicht wiederaufgebaut                                                                                                 |
|      | Marienkapelle                                | Rölsdorf, Monschauer Straße 109        | um 1860                                                                                                   | römisch-katholisch        | St. Nikolaus Rölsdorf                      | Im Volksmund auch Cohnenskapellchen genannt. |
|      | Marienkirche                                 | Düren, Franziskanerstraße 2            | 1949 Hans Peter Fischer                                                                                   | römisch-katholisch        | St. Lukas Düren                            | Ehemalige Franziskanerkirche |
|      | Neuapostolische Kirche                       | Düren, Euskirchener Straße 91          | | neuapostolisch            | Bezirk Aachen                              | |
|      | Neues Muttergotteshäuschen                   | Düren, Zülpicher Straße 231            | 1895 | römisch-katholisch        | St. Lukas Düren                            | |
|      | Schlosskapelle                               | Gürzenich, Graf-Schellart-Weg          | 1718 | römisch-katholisch        | St. Johannes Evangelist Gürzenich          | |
|      | St. Antonius                                 | Düren, Grüngürtel 41                   | 1973–1975 Matthias Kleuters                                                                               | römisch-katholisch        | St. Lukas Düren                            | |
|      | St. Bonifatius                               | Düren, An St. Bonifatius 5             | 1951–1952 Albert Boßlet                                                                                   | römisch-katholisch        | St. Lukas Düren                            | Die Kirche wurde am 7. Januar 2017 profaniert und seitdem zu einer Kindertagesstätte umgebaut. Ein Raum für Gottesdienste soll erhalten bleiben.     |
|      | St. Hubertus                                 | Kufferath, Bleiberg 22                 | 1956–1957                                                                                                 | römisch-katholisch        | St. Michael Lendersdorf                    | |
|      | St. Joachim                                  | Düren, Alte Jülicher Straße 54         | 1895–1897 Heinrich Krings                                                                                 | römisch-katholisch        | St. Joachim und St. Peter Düren/Birkesdorf | |
|      | St. Johannes Evangelist                      | Gürzenich, Schillingsstraße 111        | 1856–1858 Vincenz Statz                                                                                   | römisch-katholisch        | St. Johannes Evangelist Gürzenich          | |
|      | St. Josef                                    | Düren, Piusstraße 40                   | 1937–1938 Peter Salm                                                                                      | römisch-katholisch        | St. Lukas Düren                            | |
|      | St. Mariä Himmelfahrt                        | Mariaweiler, An Gut Nazareth           | 1878–1879 August Carl Lange                                                                               | römisch-katholisch        | St. Mariä Himmelfahrt Mariaweiler          | |
|      | St. Martin                                   | Derichsweiler, Agathastraße 23         | 1908–1910 Stephan Mattar                                                                                  | römisch-katholisch        | St. Martin Derichsweiler                   | |
|      | St. Martinus                                 | Birgel, Bergstraße 35                  | 1902–1903 Franz Statz                                                                                     | römisch-katholisch        | St. Martinus Birgel                        | |
|      | St. Michael                                  | Echtz, Steinbißstraße 13               | 1896–1898 Franz Statz                                                                                     | römisch-katholisch        | St. Michael Echtz                          | |
|      | St. Michael                                  | Lendersdorf, Hauptstraße 120           | um 1500, 1843 (Erweiterung)                                                                               | römisch-katholisch        | St. Michael Lendersdorf                    | |
|      | St. Nikolaus                                 | Rölsdorf, Gürzenicher Straße 5         | 1929 Hans Peter Fischer                                                                                   | römisch-katholisch        | St. Nikolaus Rölsdorf                      | |
|      | St. Pankratius                               | Konzendorf, Pankratiusstraße 5         | 19. Jahrhundert                                                                                           | römisch-katholisch        | St. Michael Echtz                          | |
|      | St. Peter                                    | Birkesdorf, Nordstraße 2               | 1853–1855 (Langhaus) Vincenz Statz, 1911 (Chor) Franz Statz, 1963–1964 (Querschiff und Turm) Alfons Leitl | römisch-katholisch        | St. Joachim und St. Peter Düren/Birkesdorf | |
|      | St. Peter                                    | Merken, Peterstraße 26                 | 1689 (Turm), 1966–1968 Wilhelm Decker                                                                     | römisch-katholisch        | St. Peter Merken                           | |
|      | St. Peter Julian                             | Düren, Kölnstraße 60                   | 1964–1965 W. Vogt und Helmut Lüttgen                                                                      | römisch-katholisch        | St. Lukas Düren                            | Die Kirche wurde 2003 abgerissen und war Klosterkirche des Eucharistinerklosters. Als Ersatz wurde an gleicher Stelle eine kleine Kapelle errichtet. |
|      | Ühledömche                                   | Distelrath, Im Altwerk 22              | 11. Jahrhundert (Turm), 1873 (Kirchenschiff)                                                              | römisch-katholisch        | St. Lukas Düren                            | Das kleine Kirchlein ist den hll. Simon und Judas Thaddäus geweiht.                                                                                  |
|      | Urbanuskapelle                               | Derichsweiler, Martinusplatz           | 1892 | römisch-katholisch        | St. Martin Derichsweiler                   | |

## Judentum
- Synagoge Düren